# Hana Jarošová
Hana Jarošová (Turnov, 5 de marzo de 1949-15 de septiembre de 2023) fue una jugadora de baloncesto checoslovaca. Consiguió cinco medallas en competiciones oficiales con Checoslovaquia.